# Weltjugendtag 2000

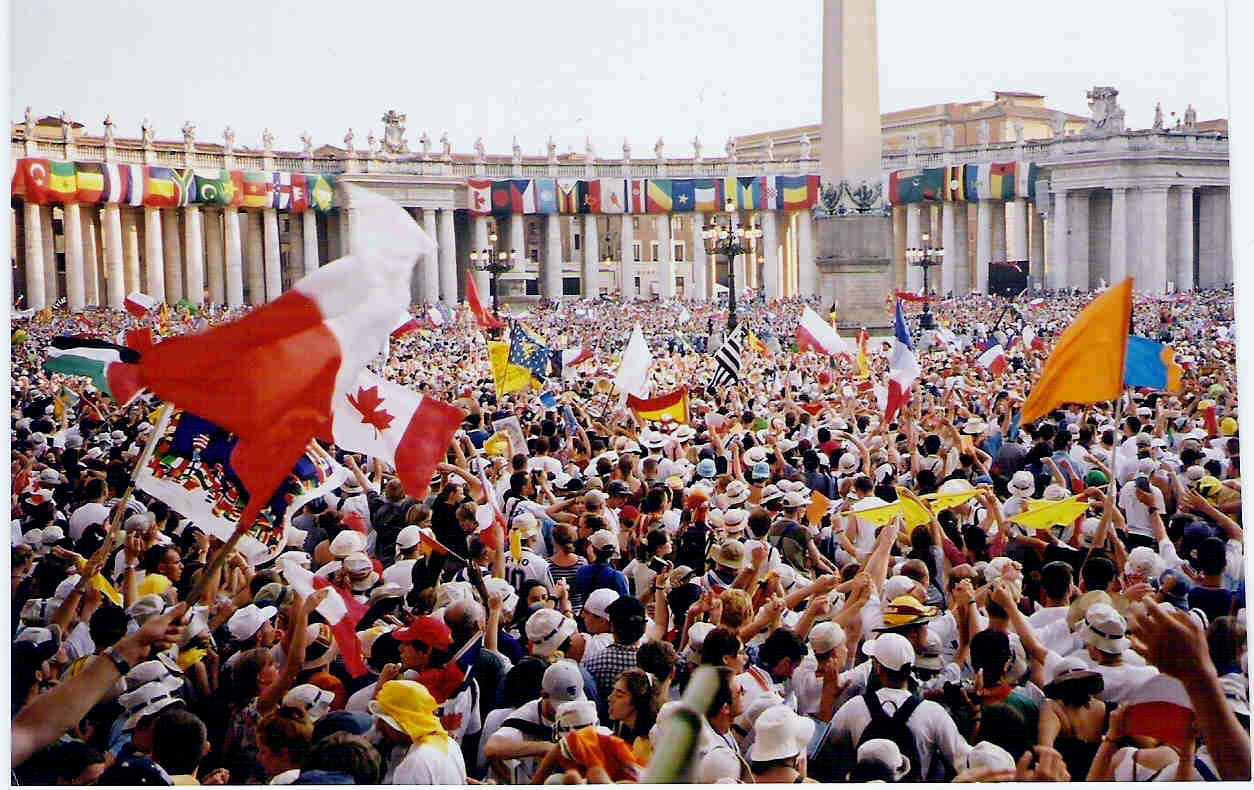
Messe auf dem Petersplatz während des XV. Weltjugendtags

Der XV. Weltjugendtag war ein römisch-katholisches Jugendtreffen, das vom 15. bis zum 20. August 2000 in der italienischen Hauptstadt Rom stattfand. Nach Angaben der Veranstalter nahmen rund zwei Millionen Jugendliche aus 157 Ländern teil, darunter 12.000 Deutsche.
Der Weltjugendtag fiel in jenem Jahr mit dem von Papst Johannes Paul II. ausgerufenen Großen Jubeljahr der katholischen Kirche zusammen. Die Abschlussmesse der Veranstaltung fand erstmals nicht auf dem Petersplatz, sondern auf dem Gelände der Universität Tor Vergata statt.
Das Motto des XV. Weltjugendtags lautete:

„'Und das Wort ist Fleisch geworden und hat unter uns gewohnt.“

Die offizielle Hymne des Treffens, „Emmanuel“, wurde in Italienisch, Spanisch, Englisch und Französisch gesungen. Sie wurde von Marco Mammoli, Marco Brusati, Mauro Labellarte und Massimo Versaci komponiert und von Valter Vincenti arrangiert.

## Logo

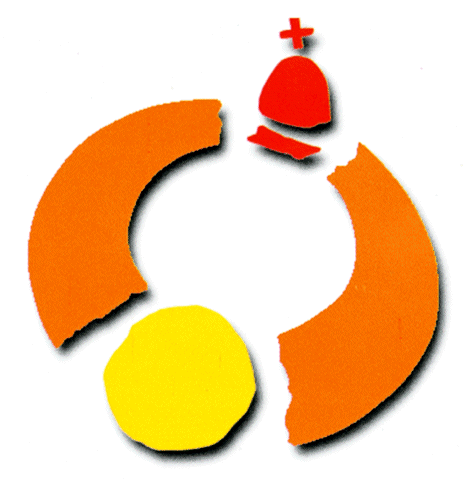
Logo

Das Logo des Weltjugendtag fasst die drei grundlegenden Elemente des Treffens symbolisch zusammen: den Ort, die Teilnehmer und das Treffen selbst.
Die Stadt Rom wird durch eine stilisierte Kuppel des Petersdoms und die Seiten der Bernini-Kolonnaden symbolisiert. Die Darstellung des Petersdoms steht dabei sinnbildlich für die Kirche und den Papst als Einladenden des Weltjugendtags. Auch die Farben der Stadt, Gelb und Rot, weisen auf Rom als Veranstaltungsort hin. Die Begegnung zwischen Kirche und Welt wird durch eine „Umarmung“ und die Mischung der beiden Farben – Orange – ausgedrückt.